# Albert Pettersson
Pour les articles homonymes, voir Pettersson.
Albert Pettersson (né le 5 mai 1885 à Örebro et mort le 8 mars 1960 à Stockholm) est un haltérophile suédois.

## Palmarès

### Jeux olympiques
- Anvers 1920
  -  Médaille de bronze en moins de 75 kg.

### Championnats d'Europe
- Championnats d'Europe d'haltérophilie 1909
  -  Médaille de bronze[1].